# Лаком (Луїзіана)
Лаком (англ. Lacombe) — переписна місцевість (CDP) в США, в окрузі Сент-Таммані штату Луїзіана. Населення — 8657 осіб (2020).

## Географія
Лаком розташований за координатами 30°18′51″ пн. ш. 89°55′50″ зх. д. / 30.31417° пн. ш. 89.93056° зх. д. (30.314145, -89.930581).  За даними Бюро перепису населення США в 2010 році переписна місцевість мала площу 71,25 км², з яких 68,50 км² — суходіл та 2,75 км² — водойми.

## Демографія
Згідно з переписом 2010 року, у переписній місцевості мешкало 8679 осіб у 3336 домогосподарствах у складі 2392 родин. Густота населення становила 122 особи/км².  Було 3721 помешкання (52/км²).
Расовий склад населення:
| - 69,1 % — білих - 23,9 % — чорних або афроамериканців - 0,9 % — корінних американців - 0,6 % — азіатів - 2,5 % — осіб інших рас |

До двох чи більше рас належало 3,0 %. Частка іспаномовних становила 4,2 % від усіх жителів.
За віковим діапазоном населення розподілялося таким чином: 22,6 % — особи молодші 18 років, 61,6 % — особи у віці 18—64 років, 15,8 % — особи у віці 65 років та старші. Медіана віку мешканця становила 43,5 року. На 100 осіб жіночої статі у переписній місцевості припадало 96,5 чоловіків;  на 100 жінок у віці від 18 років та старших — 94,1 чоловіків також старших 18 років.
Середній дохід на одне домашнє господарство  становив 56 487 доларів США (медіана — 43 248), а середній дохід на одну сім'ю — 62 039 доларів (медіана — 46 580). Медіана доходів становила 43 320 доларів для чоловіків та 28 894 долари для жінок. За межею бідності перебувало 19,3 % осіб, у тому числі 25,5 % дітей у віці до 18 років та 11,4 % осіб у віці 65 років та старших.
Цивільне працевлаштоване населення становило 3476 осіб. Основні галузі зайнятості: освіта, охорона здоров'я та соціальна допомога — 21,8 %, роздрібна торгівля — 14,0 %, публічна адміністрація — 9,8 %, мистецтво, розваги та відпочинок — 8,3 %.